# Берлацкий, Григорий Борисович
Григорий Борисович Берлацкий (при рождении Герш Беркович (Борисович) Берлацкий; 1872, Бендеры, Бессарабская область — 1 июня 1940, Ленинград) — русский и советский физиолог, хирург, доктор медицины (1903), профессор (1919).

## Биография
Родился в Бендерах в семье купца второй гильдии Бориса Гершевича (Григорьевича) Берлацкого (1865—?), занятого в торговле зерном и хлебом, и Иты Берлацкой (1866—?). В 1893 году окончил с золотой медалью гимназию в Кишинёве и поступил на медицинский факультет Императорского университета Святого Владимира в Киеве. Во время греко-турецкой войны 1897 года, будучи студентом пятого курса, служил в госпитале русского Красного Креста в Греции. 
В 1898 году окончил университет и поступил врачом в Обуховскую больницу в Санкт-Петербурге. В 1899 году был зачислен практикантом в Мариинский родовспомогательный дом, с 1900 по май 1902 года — ординатор хирургической клиники Н. А. Вельяминова в Императорской военно-медицинской академии.
С января 1901 года — сверхштатный медицинский чиновник Медицинского департамента и одновременно практикант в физиологическом отделе Института экспериментальной медицины, где под руководством И. П. Павлова в 1903 году защитил диссертацию доктора медицины по теме «Материалы к физиологии толстых кишок». 
С 1906 года — ассистент кафедры общей хирургической патологии Санкт-Петербургского женского медицинского института, с 1915 года — приватдоцент этой кафедры, где работал до 1919 года, одновременно работал в пропедевтической клинике профессора В. А. Тиле Петроградского женского медицинского института. В 1918 году состоял хирургом в городских амбулаториях № 2 и Таврическом. Одновременно в 1901—1918 годах практиковал врачом в Роте дворцовых гренадер, Капитуле Российских и Царских орденов, Обществе Христа Спасителя, придворной медицинской части. Колежский асессор (1913), статский советник (1915).
В начале 1919 года участвовал в организации медицинского факультета в Астраханском университете (впоследствии Астраханский медицинский университет), возглавил кафедру хирургии. В сентябре того же года участвовал в организации медицинского факультета в Туркестанском университете (впоследствии Ташкентская медицинская академия), возглавил кафедру хирургии.
В 1920—1926 годах — профессор и первый заведующий кафедрой оперативной хирургии и топографической анатомии Бакинского университета. С 1927 года — в пропедевтической хирургической клинике 1-го Ленинградского медицинского института, профессор.
Основные научные труды в области физиологии и хирургии желудочно-кишечного тракта, лечения ожогов, переломов длинных трубчатых костей. Предложил метод лечения выпадения прямой кишки путём пересадки полоски фасции бедра вместо принятого ранее использования в этих целях проволочного кольца (1915). Предложил метод фиксации повреждений челюсти шиной с нёбным каркасом.
Владел дачами в Выборгской губернии (Терийоки-Кескикюля, Метсякюля).
Похоронен на Большеохтинском кладбище.

## Семья
- Жена — Аделина Людвиговна Берлацкая, врач. Дочь Антонина, сын Тобиас.
- Сестра — Клара Борисовна (Хая Берковна) Берлацкая (1885—?), врач в Иркутске, выпускница Высших женских курсов П. Ф. Лесгафта, в 1920-е годы жила в Харбине, состояла членом «Общества русских врачей в Шанхае».
- Сестра — Ольга Борисовна (Голда Берковна) Берлацкая-Лихачёва (1874—?), вольнопрактикующий врач в Баку[25][26].

## Публикации
- Материалы к физиологии толстых кишок. СПб: тип. Ф. Вайсберга и П. Гершуни, 1903. — 67 с.[27]
- Актиномикоз верхней челюсти / Д-р мед. Г. Б. Берлацкий, ассистент Клиники; Из Пропедевтической хирургической клиники проф. Тиле Петроградского женского медицинского института. Петроград: Просвещение, 1916. — 23 с.